# Стадіон імені Рамаза Шенгелія
Стадіон імені Рамаза Шенгелія — стадіон у Кутаїсі. Відповідає стандартам УЄФА, є центральним стадіоном міста Кутаїсі та наймісткішим у західній Грузії. Також на стадіоні є 400-метрова бігова доріжка навколо поля, сектор для стрибків та метання. Є всі умови щодо змагання на міжнародному рівні.

## Історія стадіону
Стадіон був спроєктований у 1948 році. Будувати розпочали з 1950 року. Функціонувати стадіон почав із 1957 року (коли кутаїський «Локомотив» почав виступати у класі «Б»), але повністю добудований не був. Добудований він був до 2 травня 1962 року, коли команда «Торпедо» (Кутаїсі) почала виступати у вищій лізі. За радянських часів стадіон мав назву «Центральний».
24 травня 2010 року арена знову була відкрита після реконструкції. Якийсь час стадіон носив ім'я Гіві Кіладзе (на честь кутаїського спортсмена, одного з піонерів розвитку спортивного життя в місті).
Весною 2015 р. арені присвоєно нову назву — «Стадіон імені Рамаза Шенгелія».
У червні 2023 року тут відбудуться ігри молодіжного чемпіонату Європи з футболу.